# Plain Old Documentation
Plain Old Documentation (doslova prostá stará dokumentace, zkracováno POD) je způsob psaní dokumentace pro programovací jazyk Perl. Zavedl jej v roce 1994 v Perlu 5 jeho tvůrce Larry Wall. Jedná se zároveň o úsporný značkovací jazyk a o jeho vkládání do zdrojového kódu způsobem, který nebrání překladu programu a umožňuje ze zdrojového kódu získat dokumentaci strojově.
Na rozdíl od generátorů dokumentace typu Javadoc (pro Javu) nebo Doxygen (pro řadu jazyků, mj. C, C++ a také Perl), které jsou částečně zaměřeny na vytváření programátorské dokumentace, tedy technické dokumentace určené pro programátory, kteří budou v budoucnu program upravovat či rozšiřovat jeho možnosti, je POD zaměřen na vytváření uživatelské dokumentace (byť třeba pro uživatele-programátory, kteří budou daný perlový modul jen využívat). Typickým výstupním formátem jsou proto manuálové stránky nebo HTML stránka pro webové rozhraní repozitáře CPAN, pro který je dokumentace v PODu standardem.
Protože je cílem jednoduchost a čitelnost, nemá POD podporu pro fonty, obrázky, barvy ani tabulky. 